# Aethicus Ister
Aethicus Ister è il nome assegnato al protagonista di un testo geografico risalente all’VIII secolo, noto come Cosmografia. Quest’opera è fondata su una complessa finzione letteraria: il suo autore vuole essere identificato con Sofronio Eusebio Girolamo e mostra di considerare il suo personaggio come una figura realmente esistita, dichiarando di avere come scopo la rielaborazione e il compendio di uno scritto cosmografico attribuito allo stesso Aethicus.

## LaCosmografia: contenuto e caratteristiche generali
Nella sezione incipitaria del testo l’autore, identificato nella titolazione come Hieronymus presbyter – d’ora in avanti, per convenzione, pseudo-Girolamo –, introduce la sua opera, presentandola come la rielaborazione di uno scritto attribuito al filosofo scitico Aethicus, un grande sapiente, il quale durante i suoi viaggi avrebbe avuto modo di esplorare e conoscere popoli e terre lontane. Le prime pagine (parr. 1-23) sono dedicate ad un’esposizione di natura cosmogonica e cosmografica, in quanto contengono un resoconto della creazione dell’universo e una descrizione del suo aspetto attuale: dapprima Dio creò dal nulla la materia primordiale, la quale si presentava indistinta e indefinita; poi diede avvio al processo di differenziazione, in seguito al quale si determinarono tutte le forme osservabili nell’universo. La terra viene rappresentata come un disco piatto circondato dall’Oceano; ad essa sono ancorati i cieli, ripartiti in dieci zone distinte, in cui hanno sede le gerarchie angeliche e i santi; l’inferno è collocato sotto la terra ed è suddiviso in quattro parti, una delle quali pare essere destinata alle anime purganti.
Dalla raffigurazione cosmografica dell’universo si trascorre al resoconto dei viaggi compiuti da Aethicus: lo pseudo-Girolamo descrive dettagliatamente un primo viaggio (parr. 24-43, 58-103) che conduce il filosofo ad esplorare le regioni occidentali, settentrionali e, in parte, orientali; in questo resoconto hanno grande rilievo i riferimenti alla figura di Alessandro Magno - in particolare, alla reclusione dei popoli impuri al di là delle Porte Caspie (parr. 39-42) - e la descrizione della Grecia, che occupa da sola i parr. 72-98. La narrazione è interrotta da un’ampia digressione sulle tecniche navali e i differenti tipi di imbarcazioni in cui il filosofo si è imbattuto durante le sue esplorazioni (parr. 44-57). I parr. 105-111 contengono l’esposizione di quello che sembra essere un secondo viaggio di Aethicus, questa volta attraverso le regioni orientali note dalla Bibbia o dalla letteratura sorta attorno alla figura di Alessandro il Grande, e nelle terre meridionali; questo secondo viaggio è trattato in maniera decisamente più sintetica rispetto al precedente. Seguono, alla conclusione del testo, un’analisi di fenomeni fisico-meteorologici e, in alcuni manoscritti, la trascrizione di un alfabeto inventato dallo stesso Aethicus (parr. 112-113).
La Cosmografia si colloca all’intersezione tra diversi generi letterari e tipologie testuali, configurandosi ora come vera e propria descrizione cosmografica, ora come resoconto di viaggio, e dispiegando una notevole mole di notizie pertinenti a molteplici ambiti: relazione geografica, narrazione fantastica, critica letteraria, sapienza filosofica e profetica, a tratti anche indagine scientifica. In particolare, l’opera combina aspetti del romanzo filosofico e della narrativa di viaggio, ponendosi rispetto ad essi in un rapporto di rovesciamento parodico (cfr. sotto) e strutturandosi secondo un modello geografico. Inoltre, il testo può essere considerato un prosymetron, ovvero uno scritto caratterizzato dall’alternanza fra prosa e versi: alcuni passi presentati dallo pseudo-Girolamo quali citazioni dirette dall’opera di Aethicus sono stati interpretati come lacerti poetici, benché non siano riconducibili ad alcuna categoria metrica e ritmica nota.
Alcuni fra i territori e i popoli visitati da Aethicus trovano un corrispondente reale; altri sono ricollegabili al materiale mitologico e leggendario della tradizione classica e cristiana; altri ancora paiono essere stati concepiti dalla fantasia dell’autore: luoghi reali e inventati convivono tra loro; parimenti, riferimenti cronologici contrastanti e apparentemente inconciliabili vengono accostati con disinvoltura. Nel corso dell’opera il filosofo non risparmia valutazioni e giudizi sulle popolazioni da lui incontrate e sui loro usi: nonostante una sostanziale varietà, si può osservare come in genere le valutazioni relative alle popolazioni delle regioni occidentali e settentrionali siano decisamente negative e pongano l’accento sull’arretratezza e la barbarie che dominano queste terre, mentre una sincera ed entusiastica ammirazione venga riservata alla Grecia.
Lo pseudo-Girolamo si presenta come un vero e proprio editore-redattore, in quanto si attribuisce il compito di vagliare con spirito critico il contenuto del resoconto di Aethicus, anche per mezzo della comparazione con altre fonti, e di rigettare gli elementi che non appaiono degni di credito; più volte egli interviene nel corso dell’opera per elogiare l’attività di ricerca del filosofo o, al contrario, per prenderne le distanze.

## Lingua e stile
La Cosmographia è scritta in un latino invero complesso, a tratti addirittura oscuro: alla frequente presenza di fenomeni ortografici e grammaticali lontani dalla norma linguistica classica – spesso riconducibili a un influsso romanzo – si deve aggiungere la notevole frequenza di neoformazioni e termini rari, in molti casi astratti dal loro contesto semantico abituale; inoltre, la sintassi risulta a tratti accidentata, in quanto presenta un ordine delle parole involuto e un’interconnessione logica dei pensieri e degli argomenti non sempre perspicua. La natura peculiare dell’opera consente di individuare almeno due differenti livelli narrativi – le citazioni dirette da Aethicus e la rielaborazione dello pseudo-Girolamo –, i quali divergono anche sotto il profilo stilistico: al filosofo si attribuisce uno stile estremamente denso e allusivo, a tratti oracolare; il sedicente epitomatore, invece, fa uso di un periodare più ampio, con una maggiore ricchezza di riprese scritturali e patristiche; questa oscillazione stilistica interna al testo produce una singolare compresenza di latino “barocco” e latino “volgare”.
A livello ortografico, è possibile osservare una tendenza abbastanza marcata alla confusione dei suoni vocalici (aredus per aridus, insola per insula), alla monottongazione del dittongo ae, con conseguenti fenomeni di ipercorrettismo (aequus per equus; la stessa grafia Aethicus può essere considerata una forma ipercorretta per Ethicus) e ad un’estensione delle geminate (borrea per borea). In ambito morfosintattico, si nota come la confusione nelle desinenze dei diversi casi, che interessa soprattutto la prima e la terza declinazione, rafforzi la tendenza, già di per sé esistente, a sovrapporre e confondere le funzioni dei casi stessi (Incipit liber Aethico, con uso del dativo in sostituzione del genitivo; ubi barbaras gentes inhabitant, con uso dell’accusativo al posto del nominativo). Parimenti, si osservano irregolarità nella concordanza degli elementi declinati (de ignotis gentibus vel insolas septentrionales; celebre eius historiam); in questo ambito, è notevole soprattutto la costruzione dei nomi maschili in -or con aggettivi femminili, un tratto linguistico tipico dell’area franca (multas labores; novam errorem). Per quanto riguarda il verbo, è possibile riscontrare la tendenza ad assimilare le forme della terza coniugazione alla seconda (ponet per ponit) o alla quarta (carpiunt per carpunt); la generalizzata confusione tra forme attive e forme passive; lo slittamento delle forme verbali nella costruzione del passivo, con conseguente uso di fui, fueram, fuero e fuisse al posto di sum, eram, ero ed esse per la formazione del passivo nei tempi derivati dal tema del perfetto; la sostituzione del participio presente con un gerundio all’ablativo (deserendo per deserens); la generalizzazione di fore in sostituzione di esse. Tra le peculiarità linguistiche della Cosmografia risultano, poi, di particolare rilievo e di frequente presenza l’estensione degli usi del pronome relativo quae - un tratto che trova riflessi in numerose lingue romanze: cfr. it. che, fr. e sp. que -, l’impiego di a al posto di ad per esprimere il moto a luogo e la presenza della doppia negazione.
Il lessico è caratterizzato dalla predilezione per termini astratti dal loro contesto abituale, sia attraverso un processo di estensione semantica (labor inteso come “opera prodotta” più che come “fatica”), sia attraverso una totale risemantizzazione (lanista inteso come “lavoratore della lana” e non più come “allenatore di gladiatori”); si riscontra altresì una notevole abbondanza di neologismi, costruiti attingendo a piene mani dal latino (sceleratim, “colpevolmente”), dal greco (termofiles, usato con il significato di “caldo”), e, più raramente, dalle lingue semitiche (saphargica, riferito alla terra, il cui significato è, tuttavia, discusso); più in generale, l’autore plasma con grande disinvoltura il tessuto linguistico a sua disposizione: un’interessante dimostrazione di questa attitudine è l’uso di termini con un corpo fonico e grafico liberamente ampliato (philosophomorum per philosophorum).
Nel complesso, i caratteri linguistici della Cosmografia paiono confrontabili con quelli dei testi prodotti in Francia e in Italia settentrionale tra la fine del VI e la fine dell’VIII secolo; l’influsso dell’ambiente insulare - più specificamente, irlandese - sul tessuto linguistico dell’opera, un tempo considerato particolarmente significativo, è stato recentemente assai ridimensionato.

## Fonti
L’analisi delle fonti della Cosmografia risulta problematica, in quanto il suo autore mostra una spiccata tendenza non solo a nascondere i suoi modelli, evitando in maniera quasi sistematica di citarli, ma anche a rielaborarli in maniera assai libera, modificando a volte anche in modo radicale il contenuto dell’autore citato o elaborando vere e proprie citazioni fittizie, non rintracciabili nel corpus degli scrittori a cui dovrebbero appartenere; a ciò bisogna aggiungere le spinose questioni sollevate dal ruolo delle fonti orali che potevano essere presenti alla memoria dello pseudo-Girolamo.
Ad ogni modo, è possibile individuare alcuni autori citati in maniera quasi letterale, i quali possono essere ascritti con certezza all’intertesto della Cosmografia: oltre alla notevole densità delle allusioni e dei riecheggiamenti dalle Scritture, che costituiscono il riferimento fondamentale per tutta la cultura mediolatina, sono frequentissime le citazioni dalle Etymologiae di Isidoro, un’opera da cui lo pseudo-Girolamo attinge a piene mani in ogni parte del suo resoconto, pur introducendo talvolta delle innovazioni o delle modifiche nei passi citati; inoltre, nella sezione cosmografica iniziale si riportano due versi attribuiti esplicitamente ad Alcimo Avito, attivo fra il V e il VI secolo e autore di un poemetto in esametri intitolato De spiritualis historiae gestis; sempre in questa prima parte dell’opera è stata individuata un’eco dalla versione epitomizzata del De mirabilibus sacrae scripturae, uno scritto pseudo-agostiniano composto in Irlanda alla metà del VII secolo. Lo pseudo-Girolamo, inoltre, menziona esplicitamente Giuseppe Flavio quale fonte di Aethicus; tuttavia, non sono riscontrabili riferimenti certi alla sua opera all’interno del testo. La narrazione del contenimento dei popoli impuri oltre i cancelli del Nord da parte di Alessandro è fondata sulla versione latina dell’Apocalisse dello pseudo-Metodio, mentre il resoconto relativo alle Amazzoni (parr. 67c-68d) si ispira alle Historiae di Orosio; l’episodio dello scontro tra Romolo e l’alleanza guidata da Franco e Vasso (parr. 102-103b) appare, invece, debitore da una parte dell’Historia Daretis Frigii de origine Francorum, dall’altra del Liber historiae Francorum, due testi entrambi datati all’VIII secolo. Molteplici sono, poi, i riferimenti agli scritti di Girolamo, che l’autore cita come se fossero propri per rafforzare la finzione narrativa da lui costruita (cfr. sotto).
È del tutto plausibile che l’autore conoscesse le opere di Virgilio e il relativo commento di Servio, dal momento che fa riferimento ad esse, seppur in maniera velata, ed esprime posizioni critiche nei confronti del poeta, indicato come Mantuanus; tuttavia, è possibile che egli non avesse grande dimestichezza con il corpus virgiliano. Parimenti, si può ipotizzare la conoscenza del perduto Orfeo di Lucano - forse attraverso una fonte intermedia, quale il Liber monstrorum - e del commento di Macrobio al Somnium Scipionis. La menzione di Alessandro il Grande implica un legame con la vasta letteratura di stampo romanzesco e leggendario costituitasi fin da epoca ellenistica attorno alla figura del Macedone: oltre ai già citati riecheggiamenti dallo pseudo-Metodio, si può pensare che le allusioni all’infanzia e alla giovinezza di Alessandro siano riconducibili alle Res gestae Alexandri Macedoni di Giulio Valerio (III-IV secolo); le altre vicende che coinvolgono il Macedone, invece, seppur ricollegabili al complesso di testi orbitanti attorno alla sua figura, non sono facilmente riconducibili a fonti specifiche, che possano dar conto della loro diffusione in ambiente latino.
Sulla base di considerazioni di natura stilistica, è, inoltre, possibile proporre un confronto con gli Hisperica Famina, in cui si osserva una spiccata propensione all’elaborazione di neoformazioni a partire da lessemi e morfemi greci e latini, e con l’opera di Virgilio il Grammatico, il quale si dimostra maestro nell’arte di deformare volontariamente le citazioni da altre opere, inventare fonti fittizie e alterare il profilo fonico e grafico di molte parole aggiungendo sillabe sovrannumerarie; questi confronti non consentono di individuare con certezza una relazione di dipendenza, ma permettono di accostare la Cosmografia all’ambiente iberno-latino e di supporre che il suo autore sia entrato in contatto in una fase della sua vita con uno o più maestri irlandesi. L’artificio dell’autore-redattore, con il conseguente sdoppiamento del piano narrativo, potrebbe rimandare, d’altro canto, alla Vita Apollonii di Filostrato l’Ateniese (primi decenni del III secolo), di cui nella tarda antichità doveva essere disponibile una traduzione latina: tra le fonti esplicitamente nominate con riferimento alla sua biografia, Filostrato cita un certo Damis, presentandolo come discepolo di Apollonio; tuttavia, pare che Damis sia una fonte fittizia, nata dalla penna dell’autore.
Nonostante la forte presenza di elementi linguistici greci e di influssi riconducibili in ultima analisi a fonti greche, una conoscenza diretta e approfondita di tali fonti deve essere considerata con scetticismo. È possibile che lo pseudo-Girolamo conoscesse la Topografia Cristiana di Cosma Indicopleuste, un testo cosmografico greco risalente al VI secolo, forse mediante una traduzione latina - si sono conservati pochi frammenti tradotti in latino, provenienti dall’area inglese e risalenti al tardo VII secolo - oppure attraverso l’insegnamento. Il tramite dell’insegnamento orale potrebbe spiegare anche le numerose assonanze tra la figura di Aethicus e quella di Anacarsi, un favoloso sapiente scitico, che occupa un ruolo di rilievo nella tradizione greca.

## L'autore dellaCosmografia
La critica è sostanzialmente concorde nel ritenere che l’autore della Cosmografia desideri essere identificato con Girolamo, il padre della Chiesa: ciò è dimostrato dal fatto che egli inserisce riferimenti alla vita e alle opere del santo, presentandoli come propri; tuttavia, è evidente che tale identificazione produrrebbe eclatanti anacronismi, con particolare riferimento ai legami intertestuali delineati dagli studiosi. Anche la stessa figura di Aethicus deve essere considerata come prodotto di una finzione: non è possibile indicare con certezza una fonte precedente a questa Cosmografia che menzioni il filosofo o le opere che a lui vengono attribuite; d’altro canto, la maggior parte delle notizie contenute nel testo sono riconducibili a fonti tardoantiche o altomedievali (cfr. sopra). Vittorio Peri, in realtà, ritiene che il testo che noi leggiamo debba essere considerato l’epitome di una cosmografia latina realmente esistita, composta in epoca tardoantica da un filosofo, un “Anonimo Danubiano” di origine scitica, il cui nome rimane ignoto: aethicus, infatti, non deve essere inteso come un onomastico, ma come un sinonimo per “filosofo”; il redattore non avrebbe mai avuto l’intenzione di essere identificato con Girolamo, bensì avrebbe semplicemente cercato di rendere fruibile un’opera pagana, che in quanto tale doveva essere trattata con estrema cautela; questa tesi è stata, tuttavia, confutata da Patrick Gautier Dalché.
La Cosmografia deve, dunque, essere ritenuta una formidabile falsificazione letteraria: secondo Michael Herren, l’autore è mosso da un intento ironico e parodistico nei confronti di alcuni tratti del pensiero e della morale del suo tempo: la concezione di una terra piatta, l’interpretazione letterale delle Scritture, l’ingenuità umana in generale; egli stesso, nella misura in cui si rappresenta come editore della Cosmographia, diviene l’oggetto di un’ironia sottile, ma tagliente: nonostante le dichiarazioni di incredulità rispetto ad alcune notizie riportate da Aethicus, egli dà credito a molti fatti straordinari, se non prodigiosi, riferiti dal filosofo; il suo doppio all’interno della finzione narrativa finisce per cadere, di fatto, nella trappola che dichiara di voler evitare. Non mancano, tuttavia, accenni privi di connotazioni ironiche: in particolare, i riferimenti alla figura di Alessandro il Grande potrebbero essere intesi come un’autentica deprecazione delle invasioni e dei rivolgimenti che hanno afflitto l’Europa durante la Tarda Antichità e il Medioevo. In effetti, non mancano interpretazioni sostanzialmente scevre di ogni riferimento parodistico, che vedono in quest’opera una pessimistica riflessione sull’intera creazione - e sul genere umano in particolare - da parte di un autore sradicato dal suo luogo di origine e travolto dalla violenza della storia.
La collocazione dello pseudo-Girolamo in un contesto geografico e cronologico rimane una questione invero complessa: al riguardo sono state proposte svariate ipotesi. Ormai superata, sebbene a suo tempo sia stata oggetto di grande fortuna, si considera la tesi di Heinz Löwe, secondo cui l’autore di questa Cosmografia deve essere identificato con il vescovo di origini irlandesi Virgilio di Salisburgo, attivo nella seconda metà dell’VIII secolo: questi sarebbe stato mosso dall’intento di polemizzare con Bonifacio, da cui era diviso da dissidi di natura dottrinale e politica. In realtà, un’origine irlandese dell’autore non trova riscontri sicuri nei tratti linguistici che caratterizzano il testo (cfr. sopra).
Cercando di ricostruire il quadro storico delineato, seppur in modo nebuloso, dalla Cosmografia, Herren riscontra allusioni più o meno criptiche agli eventi della storia bizantina nel periodo compreso tra la seconda metà del VII secolo e l’inizio del secolo successivo; inoltre, nell’opera compaiono riferimenti alle ultime manifestazioni dello scisma istriano, sanato definitivamente dal Concilio di Aquileia del 700. Considerando queste indicazioni e il quadro delle fonti delineato sopra, Herren afferma che la Cosmografia è posteriore al secondo decennio dell’VIII secolo; inoltre, dal momento che il più antico manoscritto dell’opera risale all’ultimo quarto del secolo ed è separato dall’originale da almeno due passaggi di copiatura, egli ritiene che l’opera sia stata composta poco prima del 730.
L’uso delle fonti può contribuire a far luce anche sull’ambiente in cui l’autore ha operato: con l’eccezione della Bibbia e delle Etymologiae di Isidoro, si può osservare una spiccata tendenza da parte dello pseudo-Girolamo a utilizzare porzioni testuali relativamente ridotte dei suoi modelli, il che induce ad ipotizzare la stesura di brevi estratti di opere considerate notevoli o potenzialmente utili per il futuro: questa modalità di procedere potrebbe essere propria di un intellettuale in viaggio fra diversi centri librari. Considerando con attenzione il complesso delle opere consultate in maniera più o meno estesa da questo autore e gli indizi relativi alla loro tradizione in Occidente a livello dell’VIII secolo, Herren ipotizza che lo pseudo-Girolamo fosse legato sia all’ambiente insulare - compresa la scuola di Teodoro di Canterbury -, sia al continente, in modo particolare all’area franca e a Bobbio, dove egli avrebbe soggiornato in tarda età e avrebbe avuto modo terminare la stesura della sua opera.
Parlando dello scisma istriano, lo pseudo-Girolamo pare essere consapevole dell’esistenza di due regioni distinte che rispondono al nome di “Istria”, l’una affacciata sul mare Adriatico, l’altra ad Oriente, presso la foce del Danubio, e sembra concepire la prima come vicina a sé; in altri passi dell’opera, egli fa mostra di collocare la propria persona e le proprie vicende nell’area della penisola balcanica affacciata sul Mare Adriatico: l’Istria pare essere il centro geografico e ideale dell’opera. Al contempo, è stato osservato che la valutazione sostanzialmente negativa espressa nei confronti di alcune realtà politiche preminenti, quali il regno dei Franchi e Roma, potrebbe trovare riscontro nel clima culturale determinatosi in un’area di frontiera come quella bavarese.
In ogni caso, indipendentemente dal luogo di origine, la frammentaria padronanza del greco indica che l’autore fu educato in un centro occidentale; si può, inoltre, affermare con relativa sicurezza che egli abbia trascorso del tempo in una o più biblioteche monastiche e che nel corso dei suoi viaggi si sia recato nelle isole britanniche. La distribuzione irregolare dei riferimenti storici all’interno dell’opera e la varietà di attitudini e intenti che essa mostra potrebbero trovare una spiegazione, seppur ipotetica, pensando ad una composizione in due tempi, con un mutamento di prospettive e obiettivi nel passaggio da una fase compositiva all’altra.

## Tradizione manoscritta
I cataloghi delle biblioteche monastiche dell’Alto Medioevo attestano una diffusione piuttosto ampia per la Cosmografia: in effetti, è possibile supporre che l’opera si rivolgesse prevalentemente ad un pubblico monastico. La tradizione manoscritta dell’opera è stata analizzata in modo approfondito da Otto Prinz per la preparazione della sua edizione critica: lo studioso ha ricostruito una tradizione bipartita con archetipo; i risultati di Prinz sono stati ripresi da Herren nella sua edizione critica dell’opera.
Di seguito si fornisce un elenco dei testimoni che conservano la Cosmografia: si osserva la presenza di due redazioni, una lunga e una breve; quest’ultima, in modo particolare, riporta il testo fino al par. 42. La versione lunga è certamente antecedente: rispetto ad essa la forma breve può essere considerata una sorta di excerptum.
- Admont, Bibliothek des Benediktinerstifts, 390, ff. 14r- (sec. XIII);
- Admont, Bibliothek des Benediktinerstifts, fragm. C 472; fragmentum (sec. VIII ex.);
- Berlin, Staatsbibliothek zu Berlin - Preußischer Kulturbesitz, lat. 2° 175 (Phillipps 1788; sec. X);
- Cambridge, Corpus Christi College, Ms. 181 (E. 8; post 1282);
- Cambridge, University Library, Mm.II.18, ff. 103r-115v (sec. XIV med.);
- Città del Vaticano, Biblioteca Apostolica Vaticana, Barb. lat. 45 (sec. XV);
- Città del Vaticano, Biblioteca Apostolica Vaticana, Ottob. lat. 643, ff. 169r-179v (ca. 1472);
- Città del Vaticano, Biblioteca Apostolica Vaticana, Pal. lat. 1357 (sec. XIII ex.);
- Città del Vaticano, Biblioteca Apostolica Vaticana, Reg. lat. 294 (sec. XI);
- Città del Vaticano, Biblioteca Apostolica Vaticana, Reg. lat. 1260, ff. 125r-164r; (sec. IX med.-X);
- Dublin, Trinity College, 371 (D.1.26; sec. XII);
- El Escorial, Real Biblioteca de San Lorenzo de El Escorial, l.III.33 (sec. X);
- Leiden, Bibliotheek der Universiteit, Bur. F 16 (sec. XV);
- Leiden, Bibliotheek der Universiteit, Scalig. 69 (sec. X, seconda metà);
- Leiden, Bibliotheek der Universiteit, Voss. lat. 2° 77, ff. 190v-191r (sec. XIII, seconda metà);
- Leiden, Bibliotheek der Universiteit, Voss. lat. 2° 113 I, ff. 1r-30r; versione lunga;
- Leiden, Bibliotheek der Universiteit, Voss. lat. 4° 29, ff. 25r-66v (sec. XI, primo quarto);
- Leipzig, Universitätsbibliothek, Rep. I. 72 4°; versione lunga (sec. VIII, terzo quarto);
- London, British Library, Cotton Vespasianus B. X III, ff. 31r-123r;
- London, British Library, Harley 3859 (sec. XII, prima metà);
- London, British Library, Royal 15.B.II (sec. XII);
- London, British Library, Royal 15.C.XIV (sec. XIII med.);
- Milano, Biblioteca Ambrosiana, A 48 sup. I (sec. XII);
- Montpellier, Bibliothèque Interuniversitaire, Section de Médecine, H 374 (sec. XI);
- München, Bayerische Staatsbibliothek, Clm 901, ff. 145r-168r; versione breve (sec. XV, seconda metà);
- Napoli, Biblioteca Nazionale «Vittorio Emanuele III», IV.D.21, ff. 2r-11r (sec. XII);
- New Haven, CT, Yale University, Beinecke Rare Book and Manuscript Library, 406 II, ff. 134v-135r; sommario (III 31-39);
- Oxford, Bodleian Library, Auct. F.3.7 (S.C. 2389; sec. XII, prima metà);
- Oxford, Bodleian Library, Junius 25 (S.C. 5137) I, ff. 2v-60r; versione lunga;
- Paris, Bibliothèque Nationale de France, lat. 4806; incompleto (sec. IX, terzo quarto);
- Paris, Bibliothèque Nationale de France, lat. 4808 (sec. XI);
- Paris, Bibliothèque Nationale de France, lat. 4871 (sec. XI);
- Paris, Bibliothèque Nationale de France, lat. 7561;
- Paris, Bibliothèque Nationale de France, lat. 8501 A, ff. 40r-63r (sec. XII, seconda metà);
- Sankt Gallen, Stiftsbibliothek, 133, pp. 197-297; versione breve (sec. VIII-IX);
- Toulouse, Bibliothèque d'Étude et du Patrimoine (olim Bibliothèque Municipale), 160 (I, 271; sec. XI);
- Wolfenbüttel, Herzog August Bibliothek, Aug. 8° 80. 6 (3788); versione breve; incompleto (sec. VIII-IX).

### Edizioni critiche
- D’Avezac 1852: Marie-Armand d''Avezac-Macaya, Mémoire sur Éthicus et sur les ouvrages cosmographiques intitulés de ce nom, in «Mémoires présentés par divers savants à l''Académie des Inscriptions et Belles-lettres de l''Institut National de France», s. I, 2,Paris 1852.
- Herren 2011: Michael W. Herren (ed. trad. comm.), The Cosmography of Aethicus Ister, Turnhout 2011.
- Krusch 1920: Bruno Krusch, Origo Francorum duplex. Aethici Istri cosmographi et codicis Bonnensis Legis Salicae, in MGH Rer. Mer. 7, München 1920, 517-528 (parziale).
- Pfister 1975 372-379: Friedrich Pfister, Kleine Schriften zum Alexanderroman, Meisenheim am Glan 1975, 372-379 (parziale).
- Prinz 1993: Otto Prinz (ed.), Die Kosmographie des Aethicus, in MGH Quellen zur Geistesgeschischte des Mittelalters 14[collegamento interrotto], München 1993.
- Wuttke 1854: Heinrich Wuttke (ed.), Cosmographian Aethici Istrici ab Hieronymo ex Graeco in Latinum breviarium redactam secundum codicem Lipsiensem separato libello expressam Leipzig 18531, 18542 (riprod. Hildesheim 1991).
- Spedicato 2015: [1]

### Studi
- Gautier Dalché 1984: Patrick Gautier Dalché, Du nouveau sur Aethicus Ister? A propos d'une théorie récente, in Journal des Savants 3-4 (1984), 175-186.
- Id. 2012: Patrick Gautier Dalché, La «Cosmographia» d'Aethicus Ister. A propos d'une édition récente, in Archivum Latinitatis Medii Aevi 70 (2012), 237-55.
- Herren 2001: Michael W. Herren, The "Greek element" in the Cosmographia of Aethicus Ister, in Journal of Medieval Latin 11 (2001), 184-200.
- Id. 2004: Michael W. Herren, The «Cosmography» of Aethicus Ister: Speculations about Its Date, Provenance, and Audience in A. Bihrer, E. Stein (edd.), «Nova de veteribus». Mittel- und neulateinische Studien für Paul Gerhard Schmidt, München-Leipzig 2004.
- Johnson 2016: Scott F. Johnson, Literary Territories. Geographical Thinking in Late Antiquity, Oxford 2016.
- Löwe 1951: Heinz Löwe, Ein literarischer Widersacher des Bonifatius. Virgil von Salzburg und die Kosmographie des Aethicus Ister, in Abhandlungen der geistes- und sozialwissenschaftlichen Klasse der Akademie Mainz 11 (1951), 903-88.
- Pollard 2010:  Richard M. Pollard, Denuo on Lucan, the Orpheus and «Aethicus Ister»: «Nihil Sub Sole Novum», in Journal of Medieval Latin 20 (2010), 58-69.
- Peri 1984: Vittorio Peri, La «Cosmographia» dell'Anonimo di Histria e il suo compendio dell'VIII secolo, in Rino Avesani, Mirella Ferrari, Tino Foffano, Giuseppe Frasso, Agostino Sottili (edd.), Vestigia. Studi in onore di Giuseppe Billanovich , Roma 1984.
- Shanzer 2006: Danuta Shanzer, The Cosmographia Attributed to Aethicus Ister as Philosophen- or Reiseroman, in G. R. Wieland, C. Ruff, R. G. Arthur (edd.), Insignis Sophiae Arcator: Medieval Latin Studies in Honour of Michael Herren on his 65th Birthday, Turnhout 2006.
- Wood 2000: Ian N. Wood., Aethicus Ister: An Exercise in Difference, in W. Pohl, H. Reimitz (edd.) Grenze und Differenz im frühen Mittelalter, Wien 2000.